# Lakeside (California)
Lakeside es un lugar designado por el censo ubicado en el condado de San Diego en el estado estadounidense de California. En el año 2008 tenía una población de 20,686 habitantes y una densidad poblacional de 137 personas por km².

## Geografía
Lakeside se encuentra ubicado en las coordenadas 32°50′58″N 116°54′20″O / 32.84944, -116.90556. Según la Oficina del Censo, la ciudad tiene un área total de 15,7 km² (6,1 mi²), de la cual 14,8 km² (5,7 mi²) es tierra y 0,9 km² (0,3 mi²) (5.62%) es agua.

## Demografía
Según la Oficina del Censo en 2008 los ingresos medios por hogar en la localidad eran de $64,276, y los ingresos medios por familia eran $77,457. Los hombres tenían unos ingresos medios de $41,258 frente a los $29,375 para las mujeres. La renta per cápita para la localidad era de $28,166. Alrededor del 8.0% de la población estaban por debajo del umbral de pobreza.

## Educación
El Distrito de Escuelas Preparatorias de Grossmont Union gestiona las escuelas preparatorias que prestan servicio en la zona.